# Малка сепия
Sepiola rondeletii е вид главоного от семейство Sepiolidae.

## Разпространение и местообитание
Този вид е разпространен в Албания, Алжир, Белгия, Босна и Херцеговина, Великобритания, Германия, Гърция (Егейски острови и Крит), Дания, Египет (Синайски полуостров), Западна Сахара, Израел, Испания (Балеарски острови, Канарски острови и Северно Африкански територии на Испания), Италия (Сардиния и Сицилия), Либия, Ливан, Мавритания, Мароко, Нидерландия, Норвегия, Палестина, Португалия, Сенегал, Сирия, Словения, Тунис, Турция, Франция (Корсика), Хърватия и Черна гора.
Обитава крайбрежията и пясъчните дъна на океани и морета.